# 안창초등학교
안창초등학교는 대한민국 전라남도 신안군 안좌면 대리에 있었던 공립 초등학교이다.

## 연혁
- 1936년 4월 1일 안좌공립보통학교 부설 안창간이학교 개교
- 1938년 4월 1일 안좌공립심상소학교 부설 안창간이학교 개칭
- 1941년 4월 1일 안좌공립국민학교 안창분교장 개편
- 1944년 3월 1일 안좌남국민학교 승격 분리
- 1967년 4월 1일 도서벽지학교 '을'급 지정
- 1967년 11월 3일 안좌남국민학교 부소분교 설립 인가
- 1968년 4월 15일 안창국민학교 개칭, 부소분교장 개교
- 1968년 4월 23일 안창국민학교 요력도분실 개설 및 도서벽지학교 '을'급 지정
- 1968년 6월 1일 부소분교 도서벽지학교 '을'급 지정
- 1982년 3월 1일 병설유치원 개원
- 1986년 1월 1일 안창국민학교 도서벽지학교 '다'급 조정
- 1986년 1월 1일 부소분교, 요력도분실 도서벽지학교 '나'급 조정
- 1986년 3월 5일 요력도분실 폐실
- 1994년 3월 1일 부소분교장 폐교 및 본교 통폐합
- 1996년 2월 29일 병설유치원 폐원
- 1996년 3월 1일 안창초등학교 개칭
- 2009년 2월 21일 제61회 졸업 (졸업생 누계 4,380명)
- 2009년 3월 1일 폐교 및 안좌초등학교 통폐합